# Cayaponia africana
Cayaponia africana là một loài thực vật có hoa trong họ Cucurbitaceae. Loài này được (Hook.f.) Exell mô tả khoa học đầu tiên năm 1944.